# Aleuropleurocelus laingi
Aleuropleurocelus laingi là một loài côn trùng cánh nửa trong họ Aleyrodidae, phân họ Aleyrodinae.
Aleuropleurocelus laingi được Drews & Sampson miêu tả khoa học đầu tiên năm 1956.